# Antarktis shelfisområden

Antarktis shelfisområden.

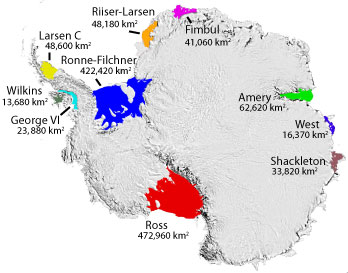
De 10 största shelfisarna.

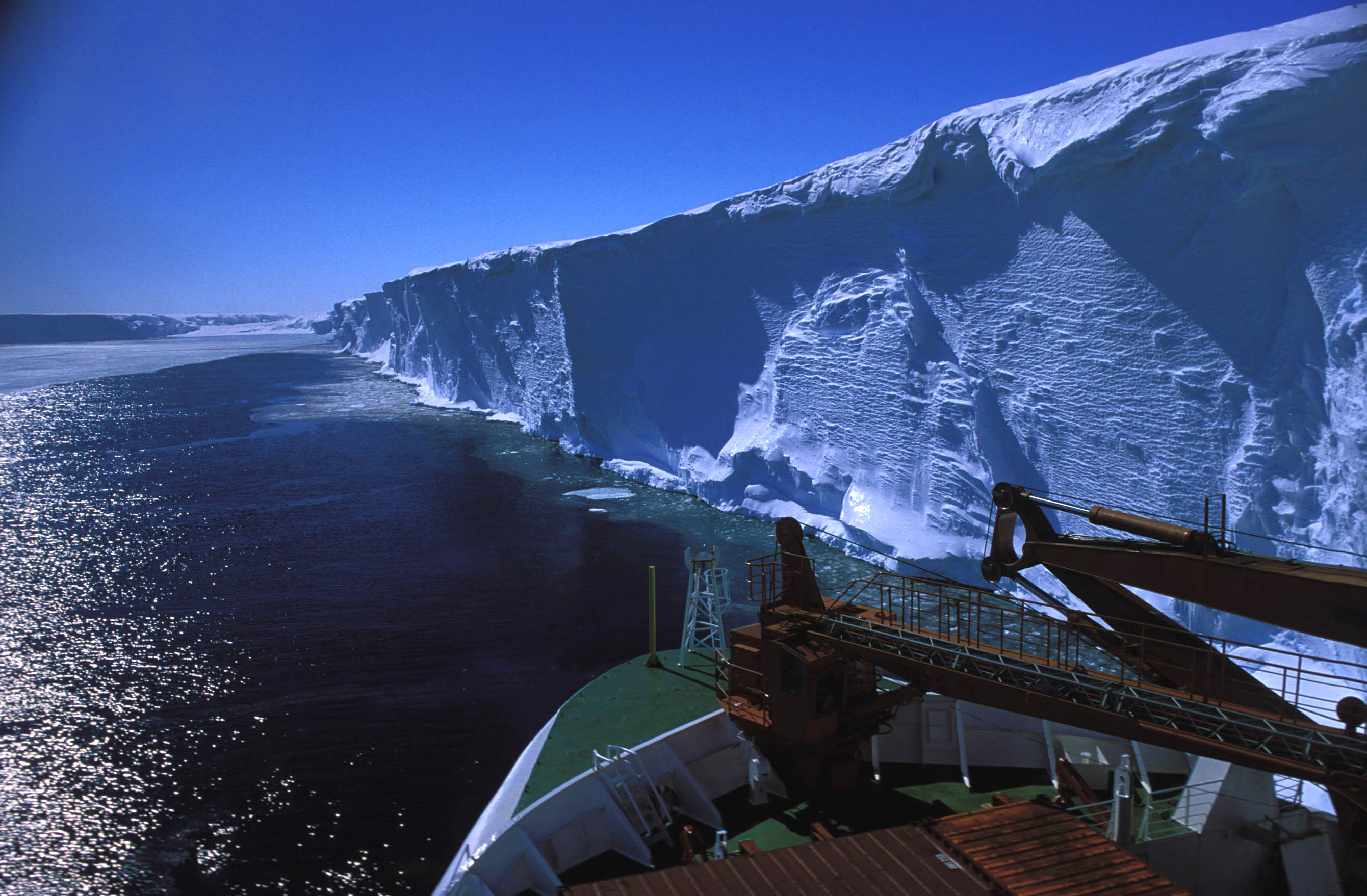
Ekströms shelfis.

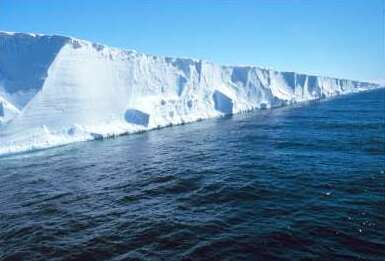
Ross shelfis.

Antarktis shelfisområden utgör cirka 12 % av kontinentens area och har en sammanlagd yta på cirka 1 761 000 km².

## Största shelfisar
De 10 största shelfisområden är:
- Ross shelfis, cirka 472 960 km²
- Filchner Ronne shelfis, cirka 422 420 km²
- Amery shelfis, cirka 62 620 km²
- Larsens shelfis, cirka 48 600 km²
- Riiser-Larsen shelfis, cirka 48 180 km²
- Fimbul shelfis, cirka 41 060 km²
- Shackleton shelfis, cirka 33 820 km²
- George VI-shelfis, cirka 23 880 km²
- Västra shelfisen, cirka 16 370 km²
- Wilkins shelfis, cirka 13 680 km²

## Östantarktis
De största shelfisarna i Östantarktis är från väst till öst:
| - Filchner Ronne shelfis - Brunt shelfis - Riiser-Larsen shelfis - Quar shelfis - Ekström-shelfisen - Jelbart shelfis - Fimbul shelfis - Lazarev shelfis |  | - Hannan shelfis - Zubchatyy shelfis - Wyers shelfis - Edward VIII shelfis - Amery shelfis - Publications shelfis - Västra shelfisen - Shackleton shelfis |  | - Moscow University shelfis - Voyeykov shelfis - Cook shelfis - Slava shelfis - Gillett shelfis - McMurdo shelfis - Ross shelfis |

## Västantarktis
De största shelfisarna i Västantarktis är från öst till väst:
| - Ross shelfis - Swinburne shelfis - George VI-shelfis - Sulzberger shelfis - Nickerson shelfis - Getz shelfis - Dotson shelfis |  | - Crosson shelfis - Cosgrove shelfis - Abbot shelfis - Venable shelfis - Stange shelfis - Bach shelfis - George VI-shelfis |  | - Wilkins shelfis - Wordie shelfis - Jones shelfis - Müller shelfis - Prince Gustav shelfis - Larsens shelfis - Filchner Ronne shelfis |